# Jan Klapáč
Jan Klapáč (Praga, 27 febbraio 1941) è un ex hockeista su ghiaccio ceco, fino al 1992 cecoslovacco.
È il nonno della snowboarder e sciatrice alpina ceca Ester Ledecká.

## Palmarès

### Olimpiadi invernali
- 2 medaglie[1]:
  - 1 argento (Grenoble 1968)
  - 1 bronzo (Innsbruck 1964)

### Mondiali
- 7 medaglie[1]:
  - 1 oro (Praga 1972)
  - 3 argenti (Finlandia 1965; Jugoslavia 1966; Grenoble 1968)
  - 3 bronzi (Innsbruck 1964; Svezia 1969; Unione Sovietica 1973)